# Pałac Dunfermline
Pałac Dunfermline - dawna rezydencja królów Szkocji istniejąca niegdyś w mieście Dunfermline w hrabstwie Fife. W średniowieczu pałac zapisał się przede wszystkim jako miejsce narodzin królów Dawida II i Jakuba I. Okres największej świetności pałacu przypada na XVI wiek. Był on jedną z ulubionych rezydencji czwórki kolejnych monarchów: Jakuba IV, Jakuba V, Marii i Jakuba VI. Ten ostatni władca w 1589 przekazał pałac królowej Annie Duńskiej jako prezent z okazji ich ślubu. Anna spędzała w nim wiele czasu i urodziła tam trójkę swych dzieci, w tym króla Karola I. Ostatnia odnotowana wizyta monarchy w pałacu miała miejsce w 1650, a odwiedzającym był Karol II. 
Wkrótce później pałac został opuszczony, a z czasem poddano go rozbiórce. Obecnie pozostała po nim tylko jedna z głównych ścian oraz dawna kuchnia. 